# Sergeant Madden
Sergeant Madden ist ein US-amerikanisches Filmdrama über eine Polizistenfamilie, gedreht 1939 von Josef von Sternberg mit Wallace Beery in der Titelrolle.

## Handlung
New York City, Ende der 1930er Jahre. Polizeioffizier Sergeant Shawn Madden hält an den stolzen Traditionen der New Yorker Polizei fest und trifft für den Tag, an dem sein Sohn Dennis und sein Adoptivsohn Al Boylan junior ebenfalls seiner Einheit beitreten werden, entsprechende festliche Vorbereitungen. Als kleiner Junge war Dennis, anders als der besonnene Al, stets ein problembehafteter Unruhestifter; eine Eigenschaft, die er auch noch während seiner Ausbildung an der Polizeiakademie an den Tag legte. Nach seinem Abschluss macht Dennis dem jungen Mädchen Eileen Daly, das sein Vater einst als Findelkind von der Straße auflas, einen Heiratsantrag. Schließlich wird aus Eileen Daly die Polizistengattin Mrs. Dennis Madden. Der ehrgeizige Dennis glaubt, dass er am ehesten mit brachialer Gewalt die polizeiliche Karriereleiter aufsteigen wird. Dies führt dazu, dass er sehr schnell den Finger am Abzug hat. Eines Tages schießt Madden junior einen Jugendlichen nieder, als dieser einen Pelz stiehlt. Infolgedessen zieht sich Dennis die heftige Feindschaft des Gangsters „Piggy“ Ceders zu. Dessen Geliebte ist nämlich die Schwester des niedergeschossenen Pelzdiebes. Ceders entwickelt einen Racheplan und behauptet, Dennis sei bestechlich. Daraufhin muss Dennis in das Gefängnis. Als gerade der alte Sergeant Madden „Piggy“ davon überzeugt hat, seinen Sohn zu entlasten, bricht Dennis aus dem Zug aus, der ihn in den Knast bringen sollte, und taucht bei Eileen unter.
Seine schwangere Verlobte entfremdet sich mehr und mehr ihrem schießwütigen und hochgradig aggressiven Ehemann. Schließlich entflieht sie der ihr Angst bereitenden Wohnsituation daheim und eilt in das Haus von Schwiegervater Shawn, wo sie dessen Adoptivsohn Al das Versteck von Dennis verrät. Der alte Sergeant Madden begibt sich daraufhin zu Dennis, um ihm zu berichten, dass Gangster „Piggy“ sich bereit erklärt hat, seine Beschuldigung zurückzunehmen und Dennis damit wieder zu entlasten. Die Polizeikollegen Shawns haben derweil über einen Zeugen erfahren, wo sich Dennis versteckt hält. Man rückt mit großem Aufgebot vor dessen Haus an und umzingelt es. Dennis schießt sich in Panik seinen Weg frei, tötet dabei einen Polizistenkollegen und flieht. Zutiefst enttäuscht und verbittert, quittiert daraufhin Sergeant Madden seinen Dienst. Dennis Maddens Abstieg in die Kriminalität gewinnt jedoch erst jetzt richtig an Fahrt. Erst raubt er eine Bank aus und tötet anschließend denjenigen Mann, den er für seinen Niedergang verantwortlich macht: „Piggy“ Ceders. Als Eileen zur Arbeit geht, will Sergeant Maden dem Schrecken auf eigene Faust ein Ende bereiten und stellt seinem entfleuchten Sohn eine Falle. Er lockt Dennis ins Krankenhaus. Zwischen seinem Vater einerseits und einer groß angelegten Polizeiarmada andererseits eingekesselt, kommt es zu einem Showdown, bei dem Dennis im Kugelhagel stirbt.

## Produktionsnotizen
Die Dreharbeiten zu Sergeant Madden begannen am 7. Januar 1939 und endeten Mitte Februar desselben Jahres. Einige Nachaufnahmen wurden Anfang März angefertigt. Die Uraufführung fand am 24. März 1939 statt. Am 24. Juni 1973 wurde der Film erstmals im deutschen Fernsehen (ARD) ausgestrahlt.
Cedric Gibbons entwarf die von Randall Duell umgesetzten Filmbauten, Edwin B. Willis sorgte für die Ausstattung. Douglas Shearer überwachte den Ton.

## Synchronisation
| Rolle           | Darsteller    | Synchronsprecher   |
| --------------- | ------------- | ------------------ |
| Sergeant Madden | Wallace Beery | Fritz Tillmann     |
| Dennis Madden   | Alan Curtis   | Christian Brückner |
| „Piggy“ Ceders  | Marc Lawrence | Erich Ebert        |
| Punchy LePage   | David Gorcey  | Pierre Franckh     |

## Kritiken
„Gutes Dramenprogramm.“

Der Movie & Video Guide stellte fest, Regisseur Sternberg sei „fehl am Platze bei diesem standardisierten Beery-Vehikel“.
Im Lexikon des Internationalen Films heißt es: „Polizeimelodram mit atmosphärischem Reiz und sorgfältiger Inszenierung.“
Halliwell’s Film Guide fand, der Film sei ein „routiniertes Kriminalmelodram von sentimentalem Zuschnitt, ziemlich untypisch für seinen Regisseur.“